# Morawska Partia Narodowo-Socjalistyczna
Morawska Partia Narodowo-Socjalistyczna (czes. Moravská nacionální sociální strana, MNSS) – morawskie kolaboracyjne ugrupowanie polityczne działające w Protektoracie Czech i Moraw podczas II wojny światowej
W 1939 r. powstała Autonomní složka Strany českých fašistů – odbočka Brno (występująca też pod nazwą Zemské vedení moravských fašistů). Na jej czele stali Josef Miroslav Tichý i Eduard Pitlík. 15 marca 1940 r. przemianowali ją na Morawskich Narodowych Socjalistów, zaś w czerwcu tego roku na Morawską Partię Narodowo-Socjalistyczną (po odejściu J. M. Tichego). Jej program był kopią NSDAP. Współpracowano ściśle ze strukturami NSDAP w Brnie. Liczebność organizacji wynosiła zaledwie do 300 członków, działających w większości w innych czeskich i morawskich ugrupowaniach nazistowskich. Pozdrawiali się oni podniesieniem do góry prawej ręki i słowami Vůdci zdar!. Spośród nich zostały sformowane umundurowane bojówki: Ochranný sbor na podobieństwo SA i Elitní sbor na podobieństwo SS. Ich członkowie nosili opaski ze swastyką i morawskim orłem. MNSS domagała się autonomii dla Moraw w składzie Wielkiej Rzeszy Niemieckiej. Krytykowała działalność Narodowego Zjednoczenia, oskarżając je o uleganie wpływom żydowskim. Żądała jego likwidacji na Morawach. Aktywna działalność MNSS trwała do 1942 r., potem zamarła.